# 疼痛評価

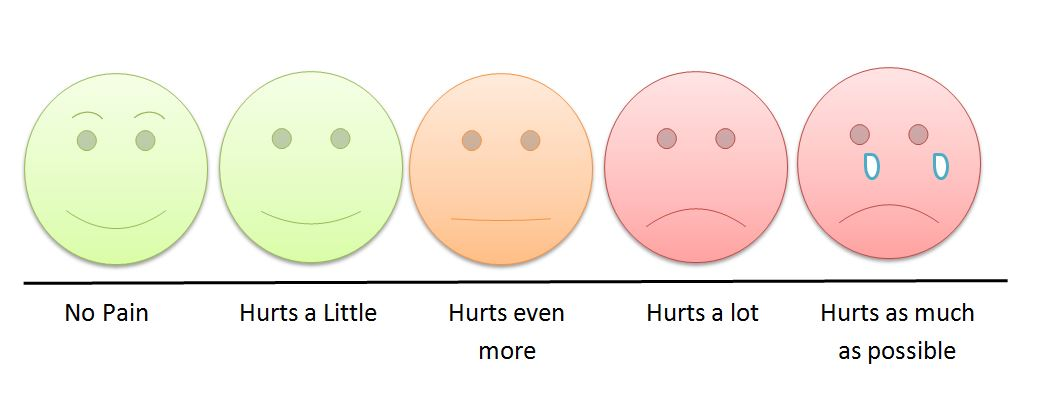
小児用の痛みの評価スケール

疼痛評価（とうつうひょうか、英：Pain_assessment）は、痛みを評価することであり、主として看護学や麻酔科学、ペインクリニックなどの医学分野で用いられる。
疼痛は、他のバイタルサインと同様に、主観的ではなく客観的な感覚であることが現在のヘルスケアで受け入れられているため、ヘルスケアでは5番目のバイタルサインと見なされることがよくある。
その結果、看護師がトレーニングを受け、疼痛を評価できることが期待されている。

## 規制
鎮痛剤または疼痛管理の投与後の疼痛評価および再評価は、米国のJoint Commisionなどの認定機関によって医療施設で規制されている。Joint Commisionは2001年に疼痛評価の基準を設定し始め、鎮痛薬の投与経路によって疼痛の再評価の時間が決まると述べた。これは、経路が異なれば、投薬が治療効果を発揮するのに必要な時間が異なるためである。経口は45～69分、筋肉内注射は30分、血管内注射は15分とされている。

## 評価の種類
ほとんどの痛みの評価は、スケールの形で行われる。スケールは患者に説明され、患者はスコアを選択する。薬を投与する前と指定された時間枠の後に評価が行われ、治療の有効性が評価される。

### 数値スケール
患者は0～10のスケールで痛みを評価する。0は痛みがなく、10は想像できる最悪の痛みである。

### フェイススケール
さまざまなレベルの痛みを表す対応する顔を持つスケールが患者に示され、患者はそのうちの1つを選択する。

### 特殊な考慮事項
痛みの尺度を言語化/理解できない患者は、さまざまな種類の尺度で評価される。

### FLACC (Face, Legs, Activity, Cry, Consolability)
新生児/乳児に使用される。
| 評価                 | 0                         | 1                                      | 2                               |
| -------------------- | ------------------------- | -------------------------------------- | ------------------------------- |
| Face 顔              | 笑顔・無表情              | しかめっ面                             | 食いしばったあご・苦悩          |
| Legs 脚              | 通常の動き/リラックス     | 落ち着きがない/緊張している            | 足を組む・蹴る                  |
| Activity 活動性      | なし/静かに横たわっている | 身もだえ/緊張した動き                  | 反り返っている/硬直/ぴくつき    |
| Cry 涕泣             | なし                      | 時折泣き声                             | 絶え間なく泣いている/叫んでいる |
| Consolability 快適性 | リラックス                | 簡単に気を散らしたり安心させたりできる | 気を散らす/安心させるのが難しい |

スコアを合計して、0～10の痛みスコアを算出する。

### 痛みの生理学的測定
痛みを測定するためにfMRI 脳スキャンが使用されており、自己申告による痛みと良好な相関関係が得られている。

### 長期的な痛み
快楽適応とは、身体疾患による実際の長期的な苦痛が、しばしば予想よりもはるかに少ないことを意味する。

### 痛みと苦しみに対する法的裁定
痛みと苦痛の評価を効果的に行うことが要求される分野の一つに、訴訟による裁定がある。欧米諸国では、これらは通常、陪審員による裁量的な裁定であり、米国、英国、オーストラリア、およびニュージーランドなどでは、予測が困難で、変動しやすく、主観的であるとみなされている。

## 中毒
薬物を使用し、オピオイド、鎮痛薬、ベンゾジアゼピン、覚せい剤、バルビツレート、および鎮静催眠薬を使用している多くの患者は、依存症になる可能性がある。慢性疾患、怪我、精神疾患の病歴を持つ多くの人がこれらの薬を処方されている。看護師として、痛みが本物なのか、それとも患者が麻薬を求めているのかを評価することは困難である。成人患者は、痛みと感情を異なる方法で示す。多くの患者は、これらの薬物に身体的および精神的に依存するようになる。
1.名前 2.年齢 3.性別 4.職業 5.住所 6.患者の主訴 7.病歴：-現在の病歴 過去の病歴 現症 家族歴 個人歴 8.痛みの部位 痛みの性質・量 VAS(Visual Analog Scale) 痛みのタイプ 9.検査 能動的運動 受動的運動 10.歩行姿勢の観察 触診 悪化因子 緩和因子 圧痛 11.治療

### 看護師の痛みの評価
- 患者は泣いたり顔をしかめたりするなど、非言語的な痛みの徴候を示しているか?
- 患者は時計を見て、正確な時間に鎮痛剤や鎮静剤を求めるか?
- 患者は継続的に薬を求めるか?
- 患者は継続的に医師に鎮痛剤の増量を求めているか?
- 薬の投与量はどのくらいで、患者はどのくらいの頻度でそれを求めるか?
- 患者はどのくらい薬を服用しているか？
- 正確な時間に薬を服用しない場合、患者の気分や行動に変化はあるか?
- 患者と会話をする。薬が欲しいのは、痛みがあるからか、それとも眠れないからか?
- 彼らは不安だから薬が欲しいのか？
- 患者の生活の中で何が起こっているのか？
- 彼らの社会的状況は？
- 看護スタッフは、鎮静剤、催眠剤、または抗不安薬を投与する前に、3つの非薬物介入を行っているか?
- 患者は何種類の薬を服用しているか?
- 時間が経つにつれて、患者は徐々に薬の量を減らしたいと思っているか、それとももっと多くの薬を求めているのか?

### 評価結果
患者が継続的に医師に鎮痛剤の増量または頻度の増加を求めている場合は、看護師と医師の両方によるさらなる評価が必要である。患者が苦しんでいる可能性は十分にある。処方された薬に依存している可能性もある。患者の病歴も考慮に入れる必要がある。がんや関節リウマチなどの病状は慢性疾患であり、非常に痛みを伴うことがある。
長期介護施設では、抗不安薬または抗精神病薬を投与する前に、3つの非薬物介入を試みる必要がある。これらの介入には、患者への食事、飲み物、マンツーマンケア、背中のマッサージ、ベッドでの患者の位置の変更、温度の調整、および患者の精神的焦点の再設定が含まれる。多くの場合、これらの介入は機能するが、多くの場合、まだ投薬が必要な場合がある。
患者の病歴と診断は、患者が薬物乱用の問題を抱えているかどうかを判断するのに役立つ。社会的または人間関係の問題を抱えている患者は、危機カウンセラーと会う必要があるかもしれない。
看護師が勤務しているすべてのシフト中に、患者の評価を行う必要がある。患者が中毒になっている疑いがある場合は、医師に通知する必要がある。